# Theme Park
Theme Park — компьютерная игра в жанре симулятора строительства и управления, разработанная компанией Bullfrog Productions и изданная Electronic Arts в 1994 году. Игрок занимается строительством парка развлечений и управляет им. Целью игры является заработок денег и создание парков развлечений по всему миру. Theme Park стала первой в сериях игр Theme и Designer от Bullfrog.
Разработка игры заняла полтора года, в ходе которой группа разработчиков ставила своей целью достижение максимально возможного реализма. Некоторые функции, например, многопользовательский режим, были исключены. Продажи составили более 15 млн копий, игра портирована на различные игровые приставки, в основном в течение 1995 года. Она получила положительные оценки от рецензентов. Хорошо были оценены геймплей и юмор, критике же подверглись порты на игровые приставки из-за отсутствия возможности сохранения и поддержки мыши. Игра получила японскую локализацию (Shin Theme Park) в дополнение к японским изданиям оригинальной игры. Локализация вышла в 1997 году для приставок Sega Saturn и Sony PlayStation, её ремейки для Nintendo DS и iOS вышли в 2007 и 2011 соответственно. Продолжением «тематической» серии Bullfrog стали игры Theme Hospital, Theme Park World (известный как Sim Theme Park в некоторых регионах) и Theme Park Inc (также известный как SimCoaster).

## Геймплей

Типичный вид парка развлечений в Theme Park

Игрок должен построить рентабельный парк развлечения, начиная с пустого участка земли в Великобритании и наличности в несколько сотен фунтов. Деньги расходуются на строительство новых аттракционов, магазинов и на персонал, тогда как их поступление происходит от продажи билетов, товаров, закусок и прохладительных напитков. В число магазинов входят точки продажи пищевых продуктов (например, мороженого), безалкогольных напитков, а также игры типа «кокосовая пальма» или аркадные автоматы. Изменение их параметров влияет на отношение покупателей: например, изменение вкуса пищи (то есть, варьируя содержание сахара в мороженом) может проявляется в желании покупателей возвращаться. Возможно приобретение сооружений типа туалетов, а также объектов для декорирования парка, например, деревьев или фонтанов. В игре доступно более тридцати аттракционов разной сложности, начиная с надувных замков и домов на дереве до более сложных и дорогостоящих конструкций типа американских горок или колёс обозрения. В виде аттракционов доступны также представления (англ. acts) с тематиками типа клоунов или средневековья. Для строительства некоторых аттракционов, например, американских горок, необходимо создание трассы. Представленный состав аттракционов разный на различных платформах: в версии, например, для PlayStation отсутствуют темы средневековья и дельфинов для представления. Аттракционы требуют регулярного обслуживания, в случае откладывая в течение длительного времени, они будут взрываться. На некоторых платформах есть возможность осуществить прогулку по парку или совершить поездку на аттракционе.
Посетители прибывают в парк и покидают парк на автобусе. Игрок может назначить плату за входной билет, а также получить средства в заем. В начале игры доступно ограниченное число магазинов, аттракционов и сооружений. Для возможности постройки остальных требуется проводить исследования. При помощи исследований также возможно повысить надёжность аттракционов, улучить эффективность персонала, перейти к использованию более крупных и вместительных автобусов. Направление исследований и их финансирование задаётся игроком.
Игрок может нанимать персонал со следующими навыками: эстрадный актёр, охранник, механик, разнорабочий. Недостаток персонала вызывает ряд проблем, среди которых неопрятный вид дорожек, поломки аттракционов, преступность и недовольство посетителей. Если посетители будут проявлять недовольство, они могут переходить к вандализму типа прокалывания шариков, воровства пищи, избиения персонала. Время от времени цены и заработные платы должны пересматриваться. Если соглашения с персоналом достичь не удастся, это может привести к забастовке или проблемам с доставкой.
Игра предлагает три уровня симуляции. На высоких настройках сложности требуется более детальное управления аспектами типа логистики: так, например, на при максимальной сложности игрок должен управлять исследованиям, трудовыми договорами, а также акциями и долям. При минимальной сложности игрок вовсе не вовлекается в эти аспекты. Уровень сложности игрок может изменить в любой момент. Игровое время реализовано в виде календаря: в конце каждого года игрок оценивается по результатам работы относительно конкурентов. Скорость игры можно изменять, а персонал — перемещать на другие места. За хорошую работу возможно получение денежной премии, за некоторые достижения, например, за создание наиболее длинных американских горок может быть присуждён трофей.
Целью игры является повышение стоимости парка и накопление достаточно количества денег, чтобы, после продажи этого парка, приобрести участок земли в другой части мира для создания нового парка развлечений. После накопления необходимой суммы денег игрок может продать свой парк на аукционе и переместиться на новый участок, расположенный в любой точке мира, где парк будет подвержен иным факторам, затрагивающим геймплей, например, экономика, погода, территория и стоимость земли. Версии игры для Mega Drive и SNES содержат различную графику (например, пустыню или ледник), которая зависит от местоположения парка.

## Разработка
По словам Питера Молиньё, к нему пришла идея сделать Theme Park, когда он понял, что жанр бизнес-симуляторов заслуживает внимания. Также он говорил, что Theme Park — это та игра, которую он всегда хотел создать, не повторяя ошибок, допущенных в его ранее выпущенном бизнес-симуляторе The Entrepreneur. Он желал сделать такой симулятор бизнеса, в который играть было бы так интересно, что люди бы хотели этого. В одном из интервью он пояснил, что главной причиной, почему он создал Theme Park, было желание дать игрокам возможность построить парк развлечений своей мечты. Другой причиной было его желание дать игрокам понять, работу какого типа представляет собой управление парком. Три уровня сложности дают игроку возможность выбора глубины «погружения»: просто получать удовольствие от создания парка, либо также принимать все решения, связанные с бизнесом. Молиньё отмечал, что наиболее сложной частью программы стала та, которая отвечает за поведение посетителей.
Изначально у игры должен был быть сюжет о том, что игрок принимает роль племянника, унаследовавшего состояние тёти, которое может быть потрачено только на создание самого большого и прибыльного парка развлечений в мире. Графика для игры была изготовлена в программе 3D Studio. Молиньё отмечал, что каждая персона занимает 200 байт в памяти, чего этим персонам достаточно для обладания собственной личностью. Команда разработчиков посетила несколько парков развлечений по всему миру, делая при этом заметки, звуковые эффекты в игре созданы на основе действовавших в то время парков. Он также говорил, что разработка преследовала целью создание максимально возможного реализма. В игре изначально предполагалась возможность, для которой на некоторых посетителей помещался микрофон, и игрок мог слышать, о чём они говорят. Многопользовательский режим был исключён из игры за две недели до выхода из-за нехватки времени. В этом режиме планировалось, что бы игрок мог направлять преступных элементов в другие парки.
Разработка игры заняла, по грубой оценке, приблизительно полтора года. Большое количество программного кода использовалось впоследствии в игре Theme Hospital, при этом редактор анимации был доработан дизайнером и продюсером Theme Hospital Марком Уэбли (англ. Mark Webley), который он характеризовал как The Complex Engine (с англ. — «сложный движок»). Художник Гэри Карр (англ. Gary Carr) не считал создание игры хорошей идеей, ему не нравился предложенный стиль. Молиньё настаивал на создании яркого и насыщенного стиля, чтобы учесть особенности японского рынка, с чем не соглашался Карр, и из-за чего он покинул Bullfrog. Позже Карр отказался от своих убеждений, и в 2012 году он заявил, что считает Theme Park классикой. В 1994 году под руководством Молиньё находились две игры — Theme Park и Magic Carpet. Theme Park был в основном готов к началу 1994 года, ввиду чего дата выхода была назначена на 28 февраля, однако позднее она была перенесена на июнь, а потом — на август. Продажи игры составили более 15 млн копий. Игра стала чрезвычайно популярной в Японии (в течение одной недели было продано 85 тыс. копий версии игры для PlayStation на японском языке), а также в Европе. Однако в США игра продавалась плохо, что, по предположению Молиньё, могло быть связано с излишне детским стилем графики для американской аудитории. Игра стала первым представителем в серии Designer от Bullfrog, в которой предполагалось использовать игровой движок Theme Park, и в каждой входящей в неё игре должно было быть три уровня симуляции.
Портирование игры на игровую приставку PlayStation осуществляла компания Krisalis Software, эта версия вышла в 1995 г. В версии для Sega CD содержится саундтрек на компакт-диске, эта версия была разработана компанией Domark и вышла в том же году. Силами самой Bullfrog были разработаны версии для Sega Mega Drive (была в основном готова к апрелю 1995 г.) и для Sega Saturn (вышла в октябре 1995 г.). Также существуют версии игры для Amiga CD32, Atari Jaguar, 3DO Interactive Multiplayer, SNES и Macintosh. Марк Хили (англ. Mark Healey) курировал разработку графики версий для Sega Mega Drive и SNES. Эти работы были завершены в течение трёх дней. Версия для ПК была переиздана на площадке GOG.com 9 декабря 2013 г.

## Критика
| Сводный рейтинг              | Сводный рейтинг | Сводный рейтинг | Сводный рейтинг | Сводный рейтинг | Сводный рейтинг | Сводный рейтинг | Сводный рейтинг |
| Издание                      | Оценка          | Оценка          | Оценка          | Оценка          | Оценка          | Оценка          | Оценка          |
| Издание                      | Amiga           | DS              | Mega Drive      | PC              | PS              | Saturn          | SNES            |
| ---------------------------- | --------------- | --------------- | --------------- | --------------- | --------------- | --------------- | --------------- |
| GameRankings                 | N/A             | 72,85 %         | 40 %            | 63,33 %         | 65 %            | 80 %            | N/A             |
| Game Ratio                   | N/A             | 72 %            | N/A             | N/A             | N/A             | N/A             | N/A             |
| Metacritic                   | N/A             | 72 %            | N/A             | N/A             | N/A             | N/A             | N/A             |
| MobyRank                     | 85 %            | 72 %            | 78 %            | 85 %            | 80 %            | 85 %            | 88 %            |
| Иноязычные издания           |                 |                 |                 |                 |                 |                 |                 |
| Издание                      | Оценка          | Оценка          | Оценка          | Оценка          | Оценка          | Оценка          | Оценка          |
| Издание                      | Amiga           | DS              | Mega Drive      | PC              | PS              | Saturn          | SNES            |
| CVG                          | N/A             | N/A             | N/A             | 92 %            | N/A             | N/A             | N/A             |
| Edge                         | N/A             | N/A             | N/A             | 8/10            | N/A             | N/A             | N/A             |
| EGM                          | N/A             | N/A             | N/A             | N/A             | N/A             | 8/10            | N/A             |
| Eurogamer                    | N/A             | 7/10            | N/A             | N/A             | N/A             | N/A             | N/A             |
| IGN                          | N/A             | 7,5/10          | N/A             | N/A             | N/A             | N/A             | N/A             |
| Jeuxvideo.com                | N/A             | N/A             | N/A             | 17/20           | N/A             | N/A             | N/A             |
| Next Generation              | N/A             | N/A             | N/A             | N/A             | N/A             | [ 70 ]          | N/A             |
| PC Gamer (UK)                | N/A             | N/A             | N/A             | 95 %            | N/A             | N/A             | N/A             |
| Joystick                     | N/A             | N/A             | N/A             | 85 %            | N/A             | N/A             | N/A             |
| Maximum                      | N/A             | N/A             | N/A             | N/A             | [ 73 ]          | N/A             | N/A             |
| Sega Saturn Magazine (UK)    | N/A             | N/A             | N/A             | N/A             | N/A             | 90 %            | N/A             |
| CU Amiga                     | 93 %            | N/A             | N/A             | N/A             | N/A             | N/A             | N/A             |
| Mean Machines Sega           | N/A             | N/A             | 93 %            | N/A             | N/A             | 90 %            | N/A             |
| Sega Saturn Magazine (Japan) | N/A             | N/A             | N/A             | N/A             | N/A             | 7,66/10         | N/A             |
| Mega Fun                     | N/A             | N/A             | N/A             | N/A             | N/A             | N/A             | 85 %            |
| Русскоязычные издания        |                 |                 |                 |                 |                 |                 |                 |
| Издание                      | Оценка          | Оценка          | Оценка          | Оценка          | Оценка          | Оценка          | Оценка          |
| Издание                      | Amiga           | DS              | Mega Drive      | PC              | PS              | Saturn          | SNES            |
| «Игромания»                  | N/A             | N/A             | N/A             | N/A             | [ 79 ]          | N/A             | N/A             |

Критики положительно оценили Theme Park. Особенно были отмечены геймплей, графика и способность вызывать привыкание. Критик из Edge охарактеризовал игру как сложную, при этом похвалил детали и способность вызывать привыкание. На Гэри Уитта (англ. Gary Whitta) из PC Gamer игра произвела сильное впечатление: он отметил фактор удовольствия от игры, сравнив с таковым от игры SimCity 2000. Также он похвалил «славную мультяшную» графику и «необыкновенный» саундтрек. Журнал PC Gamer назвал Theme Park игрой месяца в июне 1994 года. Критик из Computer and Video Games похвалил «милую» графику и описал игру как «забавную» и «наполненную возможностями». Анимацию посетителей и аттракционов похвалили в французском журнале Joystick.
Описывая версию игры для приставки Atari Jaguar критики отметили наличие у этой версии таких проблем как замедления и отсутствие возможности сохранения игры, хотя некоторым и понравилась графика и геймплей. Четверо критиков из Electronic Gaming Monthly отметили, что, хоть в целом в игру интересно играть, в порте для Jaguar сделаны запутанные меню, а текст крайне сложно читать. В GamePro поддержали эти замечания и дополнительно отметили, что эта версия страдает из-за разочаровывающих замедлений. Своё мнение они подытожили так: «В Ocean недостаточно хорошо поработали, чтобы Theme Park на Jaguar хорошо выглядел и звучал». В статье в Next Generation критик принял противоположную позицию, он написал, что версия для Jagar выполнена «монолитно», тогда как средней является игра сама по себе. Их работу осложняло то, что «медленный геймплей и запутанный набор инструментов не даёт игре вызывать привыкание даже подобно другим „божественным“ играм, поэтому большинство игроков устанут раньше, чем пробьются через все настройки». Критик из немецкого журнала Atari Inside похвалил способность вызывать привыкание, но раскритиковал отсутствие возможности сохранения, тогда как критик из ST Computer полагал, что сложность игры и яркая графика обеспечат игре долговременную привлекательность. Основным объектом критики журнала Mega Fun было отсутствие возможности сохранения игры.
Версия для Sega Saturn была отмечена как наиболее полно соответствующая оригинальной версии для ПК. Сэм Хикмэн (англ. Sam Hickman) из Sega Saturn Magazine похвалил эту версию за сохранение оригинальных видеовставок, музыки, фрагментов речи и других функций оригинальной ПК-версии (которые были опущены во всех предыдущих версиях игры для приставок), тогда как критик из японского журнала с тем же названием критиковал игру за отсутствие поддержки мыши. Критик из Electronic Gaming Monthly высказывал мнение, аналогичное мнению Хикмэна, оценивая эту версию игры как исчерпывающий порт оригинальной игры с ПК. Также в издании похвалили вызывающий привыкание геймплей Theme Park, называя игру «SimCity с игривым духом». В Mean Machines Sega сравнили эту версию с версией для Sega Mega Drive, указав на возможность сохранения и разнообразие артистов как на основное преимущество версии для Saturn. Критик из Next Generation похвалил «простой интерфейс» игры, «заразительный геймплей» и «реалистичные основы бизнеса». Он, называя игру «почти идеальным» портом оригинала с ПК, считает, что это похвально, но неинтересно и сожалеет об отсутствии в этой версии каких-либо улучшений или дополнений. Журнал GamePro опубликовал небольшую рецензию, объединив в ней версии для Saturn и PlayStation. В ней говорится, что «вы определяете каждую мелочь вплоть до скорости движения на американских горках. Простая графика и звуки способствуют сохранению интереса к игре. Однако, система перекрывающихся меню заставит вас обратиться к инструкции.»
Подобные мнения критики высказали и в отношении других версий. В Mean Machines Sega описывают игру как «самую сложную когда-либо созданную игру для Megadrive», хвалят за играбельность и длительный интерес, однако критикуют за поведение разнорабочих. В CU Amiga похвалили способность вызывать привыкание версии для Amiga и назвали игру «красочной». В том же духе визуальная составляющая версий для ПК и Macintosh была охарактеризована изданием Jeuxvideo.com, отдельную похвалу получил британский юмор. В немецком журнале Mega Fun сравнили версии для SNES и Mega Drive, отметив превосходство версии для SNES в музыке и управлении, что создаёт атмосферу. В рецензии версии для PlayStation журнал Maximum пишет, что игра является, «вероятно, одним из лучших симуляторов на данный момент. Ей удаётся оставаться на острие баланса между глубинами игровой механики и личностью, чего вы не найдёте в других играх, заставляющих вас серьёзно задуматься». Однако единственное улучшение игры, связанное с настройками вида, отмечается как разочарование.
В 1997 году Theme Park совместно с Theme Hospital были помещены на 61-е место в список 100 лучших игр по версии PC Gamer.

## Другие издания

В японской локализации Theme Park (新テーマパーク) для учёта особенностей аудитории была изменена визуальная составляющая

Для японского рынка 11 апреля 1997 г. компанией EA Victor был издан ремейк Theme Park для приставок Sony PlayStation и Sega Saturn, который получил название 新テーマパーク (с яп. — «Новый Theme Park»). Это издание отличается от других, присутствовавших на японском рынке, изменённой стилистикой и внешним видом.
Также игра была переиздана для Nintendo DS японским подразделением EA. Игра вышла в Японии 15 марта 2007 г., в США — 20 марта, а в Европе — 23 марта того же года. Новыми функциями игры стали новый интерфейс, учитывающий возможность использования стилуса на платформе DS, а также дополнительные аттракционы и магазины, например, «Чайная комната», выполненная в тематике английских автобусов Routemaster для британской версии, надувного замка в стиле додзё для Японии, пиццерии в стиле Колизея для Италии, паэлья-ресторана в стиле храма Саграда-Фамилия для Испании и т. п. Этот ремейк основан на версии игры для DOS. Игра отличается от оригинала тем, что в ней присутствуют четыре советника.
В 2011 году вышел ремейк Theme Park для iOS. В этой версии объекты могут быть размещены только в предусмотренных местах, сама игра зависит от так называемых «премиум-предметов» (англ. premium items). Стоимость аттракционов составляет до $60 реальных денег. По этой причине игра получила холодный приём.
Игра была переиздана на платформе GOG.com 9 декабря 2013 г. с поддержкой современных версий Windows и MacOS на ПК